# Eendenkooi Maaspoort
Eendenkooi Maaspoort, Empelse Eendenkooi of Eendenkooi aan de Schanssteeg is een 3,5 hectare groot natuurgebied ten zuiden van Oud-Empel in de Nederlandse provincie Noord-Brabant. Het maakt deel uit van het Burgemeester van Zwietenpark dat ligt tussen het 's-Hertogenbosche stadsdeel Maaspoort en snelweg A59.

## Geschiedenis
De eendenkooi werd in 1672 in bedrijf gesteld en was gelegen op een hoogte te midden van de uitgestrekte Polder van den Eigen en Empel. Deze polder stond regelmatig onder water waardoor de kooi van een goede vangst was verzekerd. Om een kooi rendabel te maken moesten er jaarlijks 1000 tot 1500 eenden worden gevangen. In het begin van de 19e eeuw was de kooi eigendom van de Heer van Empel. De wet van 1819 deed de rechten van deze heer voorgoed teniet. In 1833 was Arnoldus van der Steen, burgemeester van Empel en Meerwijk, eigenaar van de kooi.
Nabij de kooi bevond zich de Empelse Hut, gelegen op een huisterp, hier woonden lange tijd kooikers. De terp is opgenomen in het register van rijksmonumenten.
Vanaf 1942 was de kooi niet meer in gebruik en werd deze niet meer onderhouden. Vanaf 1944 was de kooi ook niet meer geregistreerd. Reden voor dit alles was het uitblijven van de geregelde overstromingen en daardoor de verminderde vangst.
In 1956 werd de kooi aangekocht door Staatsbosbeheer. Het gedeeltelijk verlande water (wed) werd uitgediept en nieuwe populieren en wilgen aangeplant. Het gebied werd door de gemeente in 1961 en door het Rijk in 1968 als natuurgebied aangemerkt. Er kwamen veel broedvogels voor, waaronder de ransuil. In 1985 werd het gebied overgedragen aan de gemeente 's-Hertogenbosch. De eendenkooi bleek zwaar verwaarloosd, en werd als werkgelegenheidsproject door de Heidemij opgeknapt. De kooi werd bestempeld als stiltegebied en was niet toegankelijk. 
De oprukkende nieuwbouw maakte dat de kooi midden in de stedelijke bebouwing kwam liggen. Eromheen heeft men echter een plas (de Noorderplas) en het Burgemeester van Zwietenpark aangelegd, waarbij de kooi als natuurgebied behouden is gebleven. Om de instandhouding te waarborgen is sinds 2000 de stichting 'Werkgroep Eendenkooi Maaspoort' opgericht.

## Merkwaardigheden
De kooi is omringd door een kade. Dit heeft te maken met het feit dat de kooi in het stroomgebied van de Beerse Overlaat is gelegen en de omgeving vroeger geregeld onder water kwam te staan. Doordat de kooi droog bleef werd de eenden vangst niet belemmerd.
In de kooi vindt men een aantal knotessen waarvan de leeftijd op 300 jaar wordt geschat. De kooi is rijk aan mossen, waaronder een aantal zeer zeldzame.

## Beheer
Sinds 2000 wordt het natuurgebied met de kooi beheerd en onderhouden door vrijwilligers. Een der vangpijpen is in oude staat teruggebracht, compleet met schermen, netten, vangkooien en dergelijke. In 2012 werd een reconstructie van het kooikershuisje voltooid. Er worden educatieve rondleidingen gegeven.